# جواد فلفلی
جواد فلفلی  متولد فروردین ۱۳۴۷ در شهرستان محلات و یک مربی فوتبال اهل ایران است.او دارای مدرک کارشناسی ارشد تربیت بدنی عمومی بوده و از تاریخ 1385 شمسی  سرمربی تیم فوتبال ۵ نفره ایران میباشد.

## افتخارات
او به عنوان سرمربی تیم ملی ایران برای شرکت در بازی‌های پارالمپیک تابستانی ۲۰۱۶ به ریودوژانیرو برزیل اعزام شد.تیم ملی فوتبال پنج‌نفره ایران در این مسابقات، با دو تساوی برابر ترکیه و برزیل و پیروزی بر مراکش به مرحله نیمه‌نهایی راه پیدا کرد.  در این مرحله نیز با پیروزی بر آرژانتین به دیدار پایانی رسید.  داما در فینال با پذیرش شکست برابر برزیل به نایب‌قهرمانی پارالمپیک و نشان نقره مسابقات دست یافت.
از دیگر افتخارات وی قهرمانی پاراآسیایی 2014 کره جنوبی ، قهرمانی 2015 آسیاسی ژاپن، نایب قهرمانی مسابقات آسیایی تایلند ۲۰۱۹، 
نایب قهرمانی مسابقات آسیایی مالزی ۲۰۱۷ میتوان اشاره کرد. شرکت در پارالمپیک 2012 لندن و مسابقات جاهنی 2018 اسپانیا از دیگر افتخارات ایشان میباشد.